# 林肯鎮區 (印地安納州聖約瑟夫縣)
林肯鎮區（英語：Lincoln Township）是位於美國印地安納州聖約瑟夫縣的一個行政鎮區。

## 地方資料
根據2010年美國人口普查的數據，林肯鎮區的面積為57.50平方千米，當中陸地面積為57.47平方千米，而水域面積為0.03平方千米。當地共有人口3053人，而人口密度為每平方千米53.1人。